# Фребелиус, Василий Иванович
Василий Иванович Фребелиус (нем. Wilhelm Friedrich Froebelius; 1812, Санкт-Петербург — 1886, Эстляндская губерния) — врач-окулист, учёный и первый в России хирург-офтальмолог.

## Биография
Родился 24 января (5 февраля) 1812 года (5 февраля 1812) в Санкт-Петербурге в семье известного каретного мастера Иоганна Фребелиуса. Учился в Петришуле, затем в Дерптской гимназии. С 1832 по 1838 год учился на медицинском факультете Дерптского университета, а затем несколько лет работал в клиниках Парижа, Вены, Праги и Берлина, занимаясь преимущественно хирургией и офтальмологией и усвоив все новые способы лечения, вводившиеся в то время берлинским профессором Альбрехтом фон Грефе.
Первые сообщения в России об офтальмоскопических исследованиях связаны с именем Фребелиуса; он же произвёл первую в России иридоэктомию при глаукоме в 1857 году. В 1864 году он был назначен главным врачом Воспитательного дома, в котором уже с 1847 года состоял ординатором глазного отделения больницы. Административная деятельность, связанная с новою должностью, к сожалению, отвлекала его от медицинских исследований. Однако благодаря его в Воспитательном доме в 1859 году была учреждена прозектура — первая больничная прозектура в России; Фребелиус первый стал созывать врачей своего госпиталя на регулярные конференции для обсуждения медицинских вопросов; благодаря ему стали публиковаться отчёты по Воспитательному дому; наконец, по его почину при Воспитательном доме был учреждён в 1868 году институт для привития телячьей оспенной лимфы. 
Умер 25 мая (6 июня) 1886 года в Меррекюле, близ Нарвы. Был похоронен в Санкт-Петербурге на Смоленском лютеранском кладбище.
Главный его труд — атлас офтальмоскопии, над которым он много трудился, остался ненапечатанным; его многочисленные статьи, преимущественно по офтальмологии, печатались в Петербурге и заграничных журналах, а также выходили отдельными брошюрами, в их числе:
- «Zur Technik der Iridectomie bei Glaucom» (1863);
- «Ein Statistischer Beitrag zur Aetiologie der catarrhalischen Pneumonie der Neugeborenen und Säuglinge» («Archiv für Kinderheilkunde», т. XI);
- «Ueber die Häufigkeit der Tuberculose und die hauptsächlichen Localisationen im zartesten Kindesalter» (1885).